# Amphiura norae
Amphiura norae är en ormstjärneart som beskrevs av Benham 1909. Amphiura norae ingår i släktet Amphiura och familjen trådormstjärnor. Inga underarter finns listade i Catalogue of Life.